# 紀今守
紀 今守（き の いまもり）は、平安時代初期から前期にかけての貴族。常陸守・紀真人の子。官位は正四位下・播磨権守。

## 経歴
承和13年（846年）従五位下・筑前守に叙任。筑前守在任中の嘉祥2年（849年）ごろ、大宰少弐・小野恒柯との間で意見の相違により論争したが、参議兼勘解由長官・滋野貞主から物事を正すのに役立たないとして批判を受けている。
文徳朝に入ると、仁寿3年（853年）従五位上、斉衡3年（856年）正五位下、天安元年（857年）従四位下と順調に昇進し、美濃守・近江介・近江権守と地方官を歴任した。なお、近江介の任にあった斉衡4年（857年）には、かつて近江国に設置されていたが既に廃絶され、長きに亘り自由に往来が行われていた相坂・大石・龍花の3ヶ所の関所について再設置を上表し、認められている。
清和朝では、都合2度に亘って務めた左京大夫や、摂津守・山城守・大和守等を歴任する。貞観4年（862年）参議以上の官職にある廷臣に対して、時の政治について議論させ諸政策の効果について詳らかにするよう詔勅が出された。この際、右大臣・藤原良相により参議未満の者で意見を述べさせるべき者の一人として、国司として赴任した国々で必ず声望が上がっており、良吏について論じるにはまず意見を聞くべき者である、との理由で今守の名が挙げられている。貞観5年（863年）従四位上に昇叙されるとともに大和守を兼ね、左京大夫・山城守と併せて畿内三官を兼帯し、翌貞観6年（864年）正四位下に至る。
政策立案能力に優れ、左京大夫を務めた際に兵士役や結保の制など京職の職務の改善策を提言したり、山城大和守の任にあった貞観6年（864年）には、出挙の停止・田租の増収・雑徭の削減を定めた貞観4年（862年）に出された格を廃止して旧に復する租税制度の改革を上言し許可されている。貞観6年（864年）清和天皇が太政大臣・藤原良房の邸宅である染殿第に行幸して饗宴が開催された際には、天皇に対して農民の様子を知らしめようとして、山城守として郡司や百姓を率いて「耕田の礼」を行わせた。
貞観14年（872年）3月29日卒去。最終官位は正四位下行播磨守。後世、国守の治績を評する際に「紀今守の体に帰放す」として好評されることもしばしばあり、良吏の代名詞的な存在となった。

## 官歴
『六国史』による。
- 時期不詳：正六位上
- 承和13年（846年） 正月7日：従五位下。正月13日：筑前守
- 仁寿3年（853年） 正月7日：従五位上。正月16日：美濃守
- 斉衡3年（856年） 11月3日：正五位下
- 天安元年（857年） 正月14日：近江介。11月29日：従四位下。12月14日：近江権守
- 天安2年（858年） 11月25日：左京大夫
- 貞観2年（860年） 正月16日：摂津守
- 貞観3年（861年） 正月13日：山城守
- 貞観4年（862年） 2月21日：左京大夫、山城守如故
- 貞観5年（863年） 正月7日：従四位上。2月10日：兼大和守、余官如故
- 貞観6年（864年） 正月7日：正四位下。正月16日：兼大和守、余官如故
- 時期不詳：播磨守
- 貞観14年（872年） 3月29日：卒去（正四位下行播磨守）

## 系譜
- 父：紀真人[7]
- 母：不詳
- 妻：不詳
  - 男子：紀数雄